# 新疆教育电视台
新疆教育电视台，即新疆电化教育馆，是中华人民共和国的一家省级教育电视台，也是新疆维吾尔自治区教育厅直属事业单位。

## 简介
根据新疆教育厅的介绍，新疆电化教育馆（新疆教育电视台）的职责为：
- 承担全区中小学现代教育技术规划、组织、管理和指导等工作；
- 承担全区各级电教或现代教育技术队伍建设及成果应用与研究指导；
- 拟定自治区中小学远程教育的规划并组织实施。

新疆教育电视台是中国大陆第一家教育电视台，1980年8月正式开播，以汉语广播为主，目前每天播出约19小时，通过地面电视及有线电视覆盖全疆各地。